# Sătic, Argeș
Sătic este un sat în comuna Rucăr din județul Argeș, Muntenia, România. Satul are cam 200 de locuitori și este situat pe valea superioară a Dâmboviței, între culmile estice ale Munților Iezer-Păpușa și Piatra Craiului. Situat în bazinetul depresionar omonim, bazinet format prin eroziune diferențială.

## Descriere
Săticul este cunoscut de localnici ca având trei zone distincte: Cojocaru, lângă Valea lui Ivan, Săticul de Sus între valea Largă și Valea Clăbucetului și Săticul de Jos între valea Clăbucetului și Valea Jugii.
Inițial era un sat de ciobani, chiar un sătic, acum se întinde pe circa vreo 10 km, aici aflându-se multe locuri de cazare foarte bune, deoarece acest loc nu este bine cunoscut. Aici vin turiști fideli, ce cunosc bine muntele întrucât este un loc foarte liniștit și curat.
Situat pe râul Dâmbovița, se accesează prin drumul Câmpulung-Podu Dâmboviței; la intrarea în Podu Dâmboviței se ia prima șosea la stânga, În amonte, pe râul Dâmbovița este construit un baraj, pentru un lac hidroenergetic. În dreptul muntelui Pecineagu, de unde și-a luat numele atât lacul cât și barajul, există și o hidrocentrală situată la confluența Văii lui Ivan cu Dâmbovița, la cca 8 km în aval de baraj.

### Cabane turistice
În acest perimetru se întâlnesc multe cabane. Unele dintre ele au fost cabane de vânătoare, precum cabana Dragos Bajan nou intrată din circuitul silvic in circuitul turistic. Cabana se află pe Valea lui Ivan intr-o poiană, aproape de liziera pădurii de unde Craiul isi ridica falnic crestele, prezentând extraordinare privelisti spre Muntii Iezer-Papusa. Traseul este lejer, marcat de un triunghi roșu, și se poate face în circa 40 - 45 de minute. Se mai recomandă și Cabana Garofița Pietrei Craiului, aflată la poalele muntelui cu același nume. Traseul, ușor abordabil, este parcurs în circa 45 - 50 de minute.